# Coreopsis mutica
Coreopsis mutica лат.  — вид травянистых растений рода Кореопсис (Coreopsis) семейства Астровые (Asteraceae), растёт в Центральной и Северной Америке.

## Ботаническое описание
|                                     |
|                                     |
|                                     |
| Цветок и общий вид Coreopsis mutica |

Coreopsis mutica — многолетнее кустообразное травянистое растение высотой до 3 м. Стебель прямой или изогнутый, обильно покрыт волосками.
Листья простые или трёхдольчатые, до 18 см в длину. Узкие, заострённые, с зубчатым краем, иногда с волосками в основном на нижней стороне листа. Черешки до 3 см в длину.
Цветки — жёлтого цвета с 5-12 цветами, цветоножки — до 4 см длиной. Хороший медонос.
Плод — семянка, сильно сжат с боков (семянки внутренних цветов уже, чем на периферии диска), с чёрно-жёлтой или коричневой крылаткой, иногда на вершине имеется хохолок, состоящий из 2-х рёбер. Цепляются к шерсти животных или одежде человека.

## Ареал и местообитание
Coreopsis mutica растёт в Центральной и Северной Америке, встречается в Сальвадоре, Гватемале, Гондурасе и Мексике.

## Лекарственные свойства
Из наземных частей растения были выделены три фенилпропаноида: (-)-борнил-p-кумарат, (-)-борнилферулат и (-)-борнилкаффеат, обладающие противовоспалительными свояствами.